# Besian Idrizaj
Besian Idrizaj, född den 12 oktober 1987 i Baden, död den 15 maj 2010 i Linz, var en österrikisk fotbollsspelare (anfallare) som mellan 2007 och 2009 spelade tolv matcher och gjorde tre mål för det österrikiska U21-landslaget. Idrizaj avled i vad som förmodas vara en hjärtinfarkt den 15 maj 2010, endast 22 år gammal.

## Karriär
Idrizaj spelade 35 matcher för den österrikiska Bundesliga-klubben LASK Linz 2003–2005 och blev vald till årets unga spelare i Österrike 2005. Efter att ha imponerat på Liverpools scouter under U17-EM och under en provspelsperiod hos klubben skrev Idrizaj på ett tvåårskontrakt med Liverpool sommaren 2005. Under tre säsonger i Liverpool spelade han inga tävlingsmatcher med a-laget, men han gjorde ett hattrick i en försäsongsmatch mot Wrexham den 7 juli 2007. Förutom spel i Liverpools reservlag lånades han även ut till bland andra Luton Town och Crystal Palace.
Idrizaj tillbringade våren 2008 på lån i österrikiska Wacker Innsbruck. I februari samma år kollapsade han på planen under en match. Man trodde från början att orsaken var ett hjärtfel, men kunde senare konstatera att ett virus hade orsakat kollapsen. Idrizajs kontrakt med Liverpool gick ut efter säsongen 2007/08 och han erbjöds inte en förlängning.
Sommaren 2009 värvades han av Swansea City och spelade tre matcher för klubben under säsongen 2009/10 innan han avled i maj 2010.